# Feminists for Life of America
Die Feminists for Life of America (FFL) ist eine Organisation, deren Leitbild in der strikten Ablehnung des Schwangerschaftsabbruchs besteht, auch dann, wenn die betroffene Frau Opfer einer Vergewaltigung oder die Schwangerschaft eine Folge von Inzest ist. Sie wurde 1972 gegründet und hat ihren Hauptsitz in Alexandria im US-Bundesstaat Virginia.
Die FFL verfolgt den Ansatz, die Rahmenbedingungen zu verbessern, die für eine Abtreibung sprechen, wie z. B. fehlende staatliche oder familiäre Unterstützung. Die Organisation sieht sich in der Tradition früher amerikanischer Feministinnen wie Susan B. Anthony.
Die Organisation lehnt neben dem Schwangerschaftsabbruch auch Euthanasie und die Todesstrafe ab.
Ein bekanntes Mitglied der FFL ist die Vizepräsidentschaftskandidatin der USA im Jahr 2008, Sarah Palin.